# Dicranomyia fuscolata
Dicranomyia fuscolata är en tvåvingeart som först beskrevs av Alexander 1936.  Dicranomyia fuscolata ingår i släktet Dicranomyia och familjen småharkrankar. Inga underarter finns listade i Catalogue of Life.